# George Bonello Dupuis
George Bonello Dupuis (Sliema, 28 januari 1928 – Msida, 18 februari 2010) was een Maltees politicus.
Bonello Dupuis werd in 1953 notaris. In 1966 begon hij zijn politieke activiteiten bij de "Christelijke Arbeiderspartij". Hij werd een eerste maal verkozen in 1971 voor de "Nationalistische Partij" en werd in 1976, 1981, 1987 en 1982 herkozen in het parlement. In 1987 werd hij minister van financiën en van 1992 tot 1995 was hij minister van economie. Nadien werd hij Hoge Commissaris van Malta in Londen.